# Новые Верхиссы
Новые Верхиссы — село в Инсарском районе Мордовии, административный центр Нововерхисского сельского поселения.

## География
Находится на расстоянии примерно 10 километров по прямой на восток от районного центра города Инсар.

## История
В 1864 году была возведена деревянная Михайловская церковь, разрушенная в советское время. Упоминается с 1869 года как казённая деревня из 111 дворов. 
Население в начале XX века — около 1500 человек. 
В 2001—2002 годах возведена новая каменная церковь.

## Население
| 1989 | 2002 | 2010 |
| ---- | ---- | ---- |
| 313  | ↘249 | ↘202 |

Постоянное население составляло 249 человека (мордва 90 %) в 2002 году, 202 в 2010 году.